# Uganda elnökeinek listája
Uganda államfőinek listája:
| Sorszám | Elnök neve           | Hivatalba lépésének ideje | Hivatalból távozásának ideje | Párt                         | Kép |
| ------- | -------------------- | ------------------------- | ---------------------------- | ---------------------------- | --- |
| -       | II. Erzsébet         | 1962. október 9.          | 1963. október 9.             |                              |     |
| 1       | II. Mutesa           | 1962. április 30.         | 1966. április 15.            | Kabaka Yekka                 |     |
| 2       | Milton Obote         | 1966. április 15.         | 1971. január 25.             | Ugandai Népi Kongresszus     |     |
| 3       | Idi Amin             | 1971. január 25.          | 1979. április 11.            | Diktatúra                    |     |
| 4       | Yusuf Lule           | 1979. április 11.         | 1979. június 20.             | Független                    |     |
| 5       | Godfrey Bianisa      | 1979. június 20.          | 1980. május 12.              | Ugandai Népi Kongresszus     |     |
| 6       | Paulo Muwanga        | 1980. május 12.           | 1980. május 22.              | Ugandai Népi Kongresszus     |     |
| -       | Elnöki Tanács        | 1980. május 22.           | 1980. december 15.           |                              |     |
| (2)     | Milton Obote         | 1980. december 17.        | 1985. július 27.             | Ugandai Népi Kongresszus     |     |
| 7       | Bazilio Olara-Okello | 1985. július 27.          | 1985. július 29.             | Diktatúra                    |     |
| 8       | Tito Okello          | 1985. július 29.          | 1986. január 26.             | Diktatúra                    |     |
| 9       | Yoweri Museveni      | 1986. január 26.          | hivatalban                   | Nemzeti Ellenállási Mozgalom |     |